# Cleanin' Out My Closet
"Cleanin' Out My Closet" là một bài hát của rapper người Mỹ Eminem nằm trong album phòng thu thứ tư của anh, The Eminem Show (2002). Nó được phát hành vào ngày 17 tháng 9 năm 2002 như là đĩa đơn thứ hai trích từ album bởi Aftermath Entertainment cũng như Shady Records và Interscope Records ở nhiều thị trường khác nhau. Bài hát sau đó cũng xuất hiện trong album tổng hợp đầu tiên của nam rapper, Curtain Call: The Hits (2005). Khác với đĩa đơn trước từ album "Without Me" mang phong cách hài hước qua hình tượng Slim Shady, "Cleanin 'Out My Closet" thể hiện quan điểm nghiêm khắc nhưng đầy châm biếm về những trải nghiệm thời thơ ấu và mối quan hệ của Eminem, trong đó nam rapper thể hiện sự tức giận đối với người mẹ của mình, Debbie Mathers, về cách bà đã nuôi nấng anh.
Sau khi phát hành, "Cleanin' Out My Closet" nhận được những phản ứng tích cực từ các nhà phê bình âm nhạc, trong đó họ đánh giá cao quá trình sản xuất của nó. Bài hát cũng gặt hái những thành công vượt trội về mặt thương mại, lọt vào top 10 ở hầu hết những quốc gia nó xuất hiện, bao gồm vươn đến top 5 ở Úc, Áo, Đan Mạch, Đức, New Zealand, Na Uy, Thụy Điển, Thụy Sĩ và Vương quốc Anh. Tại Hoa Kỳ, bài hát đạt vị trí thứ tư trên bảng xếp hạng Billboard Hot 100, trở thành đĩa đơn thứ ba trong sự nghiệp của Eminem lọt vào top 10 tại đây.
Video ca nhạc cho "Cleanin' Out My Closet" được đồng đạo diễn bởi Dr. Dre và Philip Atwell, trong đó tập trung khai thác câu chuyện về thời thơ ấu của Eminem cũng như mối quan hệ giữa nam rapper và cha mẹ của anh. Nó đã ngay lập tức nhận được nhiều lời tán dương từ giới phê bình, và được yêu cầu phát sóng liên tục trên những kênh truyền hình âm nhạc như VH1, BET và MTV. Để quảng bá bài hát, Eminem đã trình diễn "Cleanin' Out My Closet" trên nhiều chương trình truyền hình và lễ trao giải lớn, bao gồm giải Video âm nhạc của MTV năm 2002 và giải Âm nhạc châu Âu của MTV năm 2002, cũng như trong hai chuyến lưu diễn trong sự nghiệp của anh. Tuy nhiên, Eminem đã tuyên bố sẽ không trình diễn lại bài hát trong những chuyến lưu diễn tương lai của mình, sau khi cảm thấy có lỗi với mẹ của anh khi nghe nó được phát trên sóng phát thanh, và thể hiện thái độ hối lỗi với bà trong đĩa đơn năm 2013 "Headlights".

## Danh sách bài hát
Đĩa CD tại châu Âu
1. "Cleanin' Out My Closet" (bản album) - 5:03
2. "Stimulate" - 5:04

Đĩa CD tại Anh quốc
1. "Cleanin' Out My Closet" (bản album đã kiểm duyệt) - 4:57
2. "Cleanin' Out My Closet" (không lời) - 4:57
3. "Stimulate" - 5:06
4. "Cleanin' Out My Closet" (video ca nhạc) - 4:57

## Xếp hạng
| Bảng xếp hạng (2002-03)                  | Vị trí cao nhất |
| ---------------------------------------- | --------------- |
| Úc (ARIA)                                | 3               |
| Áo (Ö3 Austria Top 40)                   | 5               |
| Bỉ (Ultratop 50 Flanders)                | 6               |
| Bỉ (Ultratop 50 Wallonia)                | 10              |
| Đan Mạch (Tracklisten)                   | 3               |
| Châu Âu (European Hot 100 Singles)       | 3               |
| Phần Lan (Suomen virallinen lista)       | 10              |
| Pháp (SNEP)                              | 20              |
| Đức (Official German Charts)             | 4               |
| Ireland (IRMA)                           | 3               |
| Ý (FIMI)                                 | 8               |
| Hà Lan (Dutch Top 40)                    | 6               |
| Hà Lan (Single Top 100)                  | 4               |
| New Zealand (Recorded Music NZ)          | 5               |
| Na Uy (VG-lista)                         | 4               |
| Romania (Romanian Top 100)               | 5               |
| Scotland (OCC)                           | 5               |
| Tây Ban Nha (PROMUSICAE)                 | 8               |
| Thụy Điển (Sverigetopplistan)            | 3               |
| Thụy Sĩ (Schweizer Hitparade)            | 5               |
| Anh Quốc (OCC)                           | 4               |
| Hoa Kỳ Billboard Hot 100                 | 4               |
| Hoa Kỳ Hot R&B/Hip-Hop Songs (Billboard) | 11              |
| Hoa Kỳ Hot Rap Songs (Billboard)         | 5               |
| Hoa Kỳ Pop Airplay (Billboard)           | 7               |

| Bảng xếp hạng (2002)                 | Vị trí |
| ------------------------------------ | ------ |
| Australia (ARIA)                     | 40     |
| Austria (Ö3 Austria Top 75)          | 46     |
| Belgium (Ultratop 50 Flanders)       | 42     |
| Belgium (Ultratop 40 Wallonia)       | 59     |
| Europe (European Hot 100 Singles)    | 28     |
| Germany (Official German Charts)     | 55     |
| Italy (FIMI)                         | 51     |
| Netherlands (Dutch Top 40)           | 73     |
| Netherlands (Single Top 100)         | 51     |
| Norway Autumn Period (VG-lista)      | 11     |
| Sweden (Sverigetopplistan)           | 27     |
| Switzerland (Schweizer Hitparade)    | 59     |
| UK Singles (Official Charts Company) | 94     |
| US Billboard Hot 100                 | 47     |
| US Hot R&B/Hip-Hop Songs (Billboard) | 77     |
| Bảng xếp hạng (2003)                 | Vị trí |
| Australia (ARIA)                     | 88     |

## Chứng nhận
| Quốc gia                                                                           | Chứng nhận  | Số đơn vị/doanh số chứng nhận |
| ---------------------------------------------------------------------------------- | ----------- | ----------------------------- |
| Úc (ARIA)                                                                          | Bạch kim    | 70.000^                       |
| Bỉ (BEA)                                                                           | Vàng        | 15,000*                       |
| New Zealand (RMNZ)                                                                 | Vàng        | 5.000*                        |
| Thụy Điển (GLF)                                                                    | Vàng        | 20,000^                       |
| Anh Quốc (BPI)                                                                     | Bạc         | 200.000‡                      |
| Hoa Kỳ (RIAA)                                                                      | 2× Bạch kim | 2.000.000‡                    |
| * Chứng nhận dựa theo doanh số tiêu thụ. ^ Chứng nhận dựa theo doanh số nhập hàng. |             |                               |